# Danmarks Lodsmuseum
Danmarks Lodsmuseum ligger på Dragør Havn i den gamle lodsbygning fra 1823. Det 16 meter høje lodstårn er fra 1912.
Lodsmuseet blev oprettet i 2011, og er en del af Museum Amager, som også har udstillinger på tre andre adresser.